# 2015年2月逝世人物列表
2015年逝世人物列表：1月 - 2月 - 3月 - 4月 - 5月 - 6月 - 7月 - 8月 - 9月 - 10月 - 11月 - 12月
2015年2月逝世人物列表，是用于汇总2015年2月期间逝世人物的列表。

## 依日期排序

### 28日
- 亞沙爾·凱末爾（Yaşar Kemal），91歲，土耳其作家，曾獲提名角逐諾貝爾文學獎，因多重器官衰竭身亡。[1]
- 安東尼·梅森（Anthony Mason），48歲，美國籃球運動員（纽约尼克斯），死於心臟衰竭。[2]
- J·麥可·勒尼漢（英语：J. Michael Lenihan），71歲，美國政治人物，前罗德岛州参议院（英语：Rhode Island Senate）議員，死於癌症。[3]
- 松谷美代子（日語：松谷 みよ子），89歲，日本兒童文學作家，1960年獲得國際安徒生獎優秀獎。[4]

### 27日
- ，83岁，美国演员，因慢性阻塞性肺病并发症去世。[5]
- 鮑里斯·涅姆佐夫（俄語：Борис Ефимович Немцов），56岁，俄罗斯反对派政治家、前副总理，遭枪杀身亡[6]。
- 後藤浩輝（日語：後藤 浩輝），40歲，日本騎師，家中上吊自殺身亡。[7]
- 于鏡波，96歲，前熊谷組（香港）有限公司（今香港建設（控股）有限公司）主席、歌手潘迪華前夫，死於肺炎。[8]
- 华楠，94岁，中国人民解放军总政治部原副主任。[9]

### 26日
- 安東尼·R·庫西（Anthony R. Cucci），92歲，美國政治人物，前澤西市市長（英语：Mayor of Jersey City）。[10]
- 厄尔·洛依德（Earl Lloyd），89歲，前職業籃球運動員，為首位在NBA正式出賽的非裔美國人球員。[11]
- 杨薇，95岁，北京人民艺术剧院演员。[12]
- 李胡紫霞，101歲，香港慈善家，東亞銀行董事局主席李國寶及前香港中文大學校長李國章之母。[13]

### 25日
- 野中英二（日語：野中 英二），95歲，日本自由民主黨籍前埼玉縣縣議員和前眾議員，前日本國土廳長官，年老。[14]
- 刘冬冬，69岁，中国人民解放军上将，济南军区原政治委员，全国人大外事委员会副主任委员，病逝。[15]

### 24日
- 蕭泰然，77歲，臺灣音樂家，有「臺灣的拉赫曼尼諾夫」之稱，病逝[16]。
- 素真，本名安素真，22歲，韓國歌唱團體Baby Kara前主唱，墮樓自殺身亡。[17]
- 刘震涛，77歲，北京清华大学台湾研究所創辦人兼中國兩岸關係研究學者，死於白血病。[18]

### 23日
- 安迪·金（Andy King），72歲，蘇格蘭足球運動員（基马诺克）。[19]
- 汪运祖，99岁，中国人民解放军开国少将，曾任江苏省军区政治委员、南京军区后勤部政委。[20]
- 郭锦桴，78岁，中国人民大学文学院教授。[21]

### 22日
- 金京律（韓語：김경률），34歲，韓國職業桌球選手。[22]

### 21日
- 第十代坂東三津五郎（日語：十代目 坂東 三津五郎），59歲，日本歌舞伎演員、有「歌舞伎宗師」之稱。死於胰臟癌。[23]
- 阿列克谢·古巴列夫（俄語：Алексей Губарев），83岁，苏联宇航员。[24]
- 朴榮玉（朝鲜语：박영옥 (1929년)），86歲，前韩国国务总理金鍾泌夫人。已故前总统朴正熙的兄长朴相熙的长女，第十八任總統朴槿惠的堂姐，死於尿道癌。[25]
- 張敢，53歲，海南省儋州市委員會常務委員兼公安局局長。死於交通意外。[26]

### 20日
- 喬安娜·克林克（德語：Johanna Klink），112歲，德國超級人瑞，最老的德國人。[27]
- 黄连振，丽风唱片机构创办人。[28]

### 19日
- 崔浩中（朝鲜语：최호중），86歲，韓國政治人物，前韓國統一副總理（朝鲜语：대한민국의 부총리）。[29]
- 德鲁斯·泰勒（法語：Talus Taylor），82歲，法國漫畫家，《巴巴爸爸》作者。[30]
- 曹庆泽，83岁，中國政治人物，中国共产党中央纪律检查委员会原副书记、前中华人民共和国监察部部长。[31]
- 片山豐（片山 豊），105歲，日本企業家、美國日產汽車首任總裁，有「Fairlady Z之父」之稱。[32]

### 18日
- 卡斯·巴倫格（Cass Ballenger），88歲，美國政治人物，前美国众议院北卡羅萊納州第十國會選區（英语：North Carolina's 10th congressional district）代表議員。[33]
- 漢斯·察赫（德語：Hans F. Zacher），87歲，德國社會法學家。前馬克斯·普朗克學會院長。[34]

### 17日
- 刘玉堤，91岁，中國軍人，北京军区原副司令员、北京军区空军原司令员、中国人民志愿军战斗英雄、中国人民解放军空军中将。病逝[35]
- 李博正，53歲，香港投資銀行家，渣打銀行環球資本市場業務主管。死於交通意外。[36]

### 16日
- 莱斯利·戈尔（Lesley Gore），68歲，美國女歌手，死於肺癌。[37]
- 马翩然，25岁，中國電視主持人，CCTV-2实习主播，被恋人张某某砍死。[38]

### 15日
- 林玉嘉，98歲，台灣企業人物，台灣玻璃公司創辦人。[39]
- 王宣一，59歲，台灣美食作家、PChome Online創辦人詹宏志的妻子，死於心臟病。[40]
- 潘昭安，64歲，香港醫師，香港心臟專科學院前院長，死於心臟病。[41]
- 曹常順，72歲，連江縣第一任民選縣長，因肺腺癌於台北榮民總醫院去世。[42]

### 14日
- 米歇爾·費列羅（義大利語：Michele Ferrero），89歲，意大利首富，費列羅集團創辦人彼得羅·費列羅之子。病逝。[43]
- SHEENA（日語：シーナ），本名鮎川悅子，61歲，日本搖滾樂組合SHEENA & THE ROKKETS主音女歌手。子宮頸癌。[44][45]
- 吳思謙，73歲，中國漢劇大師。病逝。[46]
- 侯恺，93歲，中国书画艺术传播者和经营者，有“民间故宫大掌门”之稱。病逝。[47]

### 13日
- 馮永泉，年齡不詳，香港資深電視製作人，香港電視監製，曾效力亞洲電視。已故前亞洲電視藝人鍾慧寧丈夫。死於肺炎。[48][49]
- 黑伯理，96歲，宁夏回族自治区人民政府原主席。病逝。[50]
- 莊朱玉女，94歲，台灣高雄市便當販賣者，有「10元便當嬤」之稱。病逝。[51]
- 菲斯·班德勒，96岁，澳大利亚民权活动家。[52]

### 12日
- 聂阿兹，84岁，马来西亚政治人物，吉兰丹州第12任州务大臣，马来西亚伊斯兰党精神领袖，死於癌症[53]。
- 黄丕谟，90岁，中国版画家，江苏水印版画创始人之一、南京市首批“十大文化名人”之一。[54]
- 2015年高雄監獄挾持事件自殺受刑人：鄭立德、黃子晏、靳竹生、秦義明、魏良穎、黃顯勝。[55]
- 宋凤仪，87歲，中國舞臺劇演員，前北京人民艺术剧院演員，北京人民艺术演员朱旭之妻。病逝。[56]
- 黄丕谟，90岁，中国版画家，江苏水印版画创始人之一、南京市首批“十大文化名人”之一，病逝。[54]
- 高向前，年齡不詳，中國政治人物，山西省吕梁市机关事务管理局局长。於管理局办公楼四层坠楼身亡。[57]
- 李漢弼（朝鲜语：이한필），又名「Wicky Lee」，80歲，韓國男歌手。[58]

### 11日
- 罗杰·哈宁（法語：Roger Hanin），89歲，法國演員和電影導演。[59]
- 歐菈·荷蘭德（Ora Holland），114歲，美國超級人瑞，世界第十一最長壽的人。[60]
- 鮑勃·西蒙（Bob Simon），73歲，美國電視記者（《60分鐘》），死於交通意外。[61]
- 钟香崇，93歲，中国耐火材料专家、中国科学院院士、郑州大学高温材料研究所主要创办者。病逝。[62]
- 李小雨，64岁，中國诗人、中国诗歌学会副会长兼秘书长、《诗刊》原常务副主编，病逝。[63]
- 陈桥驿，91岁，中国历史地理学家，浙江大学教授。[64]

### 10日
- 邓力群，99歲，中共第十二届中央书记处书记，毛泽东思想理論家、宣傳家[65]。
- 卡爾·約瑟夫·貝克爾（德語：Karl Josef Becker），86歲，德國天主教神學家、聖朱利亞諾蒂雷執事級樞機。[66]

### 9日
- 岩本太郎，54歲，日本企業人物，大塚製藥社長。死於心臟病。[67]
- 王昭明，94歲，台灣政治人物，行政院前秘書長、政務委員、資策會董事長。[68]
- 因刘汉案被执行死刑者[69]：
  - 刘汉，49岁，中华人民共和国死刑犯，刘汉案主犯；
  - 刘维，45岁，中华人民共和国死刑犯，刘汉之弟；
  - 唐先兵，中华人民共和国死刑犯；
  - 张东华，中华人民共和国死刑犯：
  - 田先伟，中华人民共和国死刑犯。
- 招石文，69歲，香港無綫電視演員。死於腦幹出血。[70]
- 古川昇（日語：古川 のぼる），80歲，日本教育學者。日本家庭教師中心前院長。死於肺炎。[71]
- 阿布杜·拉夫·阿拉扎（英語：Abdul Rauf Aliza），34歲，回教武裝組織「伊斯蘭國」阿富汗分部領導人，遭無人轟炸機空襲炸死。[72]

### 8日
- 榮久庵憲司（日語：栄久庵 憲司），85歲，日本工業設計大師。GK設計集團創辦人，死於病竇綜合症。[73]

### 7日
- 迪恩·史密斯（Dean Smith），83歲，美國大學籃球教練，麥可·喬丹（Michael Jordan）等知名NBA球星的恩師。[74]
- 河上和雄（日語：河上 和雄），81歲，日本東京地方檢察廳特搜部前部長和律師。曾參與調查洛克希德事件。死於敗血症。[75][76]

### 6日
- 凱拉·米勒（Kayla Jean Mueller），26歲，美國人道主義援助工作者，ISIS人質。[77]
- 阿西娅·吉巴尔（Assia Djebar），78歲，阿尔及利亚裔法语小说家。病逝。[78]

### 5日
- 瓦爾·菲奇（Val Fitch），91歲，美國物理學家，1980年諾貝爾物理學獎得主。[79]

### 4日
- 莊淑旂，94歲，台灣第一位女中醫師，被譽為「防癌教母」之稱的醫學博士。[80]
- 赛义达·里沙维（阿拉伯語：ساجدة الريشاوي） ，45岁，伊拉克籍恐怖分子，2005年安曼爆炸案袭击者，因约旦飞行员卡萨斯贝伊斯兰国杀害而被约旦政府处死。[81]
- 齊亞德·卡拉夫·卡布利（阿拉伯語：زياد خلف الكربولي），年齡不詳，因约旦飞行员卡萨斯贝被伊斯兰国杀害而被约旦政府处死。[82]
- 蘭德，100歲，前美國海軍軍人，珍珠港事件中沉沒軍艦亞利桑那號上最年老倖存者，病逝。[83]

### 3日
- 瑪麗·希利（Mary Healy），96歲，美國女演員和歌手。[84]

### 2日
- 章魁华，89岁，中国口腔医学专家、口腔医学教育家，北京大学口腔医学院主任医师、教授。[85]
- 张帆，31岁，中华人民共和国死刑犯，2014年招远围殴女子致死案主犯，被执行死刑。[86]

### 1日
- 艾度·奇科利尼（義大利語：Aldo Ciccolini），89歲，意大利出生的法國鋼琴家。[87]
- 安·瑪拉（Ann Mara），85歲，美式足球隊老闆（纽约巨人），死於跌倒後併發症。[88]
- 倪再沁，60歲，台灣藝術家。[89]
- 蒙提·歐伍（Monty Oum），33岁，美国知名青年3D动画师，死於药物过敏。[90]
- 乌多·拉特克（德語：Udo Lattek），80岁，德国足球員及教练。死於帕金遜症。[91]